# Come Bebé paga l'affitto
Come Bebé paga l'affitto (Bébé et sa propriétaire) è un cortometraggio muto del 1911 diretto da Louis Feuillade.

## Trama
La mamma di Bébé e altri bambini non può pagare l’affitto e quindi la padrona di casa decide di cacciarli. Il piccolo ha però un’idea: scopre che la donna ha un amante e finge poi di saper leggere la mano per ingannarla e farli tornare a casa.

## Produzione
Il film fu prodotto dalla Société des Etablissements L. Gaumont

## Distribuzione
Distribuito dalla Société des Etablissements L. Gaumont, uscì nelle sale cinematografiche francesi nel settembre 1911.
Negli Stati Uniti, uscì il 5 dicembre 1911, distribuito dalla Kleine Optical Company con il titolo Jimmie Tricks the Landlady (ma è anche conosciuto con quello internazionale, Bébé and the Landlord). Nelle proiezioni, veniva programmato con il sistema dello split reel, accorpato in un'unica bobina con un altro cortometraggio, The Challenge.